# Christoph Koschel
Christoph Koschel (né le 9 avril 1976 à Hambourg) est une cavalier de dressage allemand.

## Biographie
Koschel obtient ses premiers titres en tant que champion junior de Hambourg et du Schleswig-Holstein. À 16 ans, il est le plus jeune participant de la Nürnberger Burg-Pokal. Il devient deux fois vice-champion junior d'Allemagne. En 1993, aux championnats d'Europe junior, il remporte l'or en équipe et le bronze en individuel. L'année suivante, il conserve le titre par équipe. En 1998, il entre dans la sélection allemande.
En 2009, il enlève le Deutsches Dressur-Derby. En 2010, il participe au championnat national professionnel et gagne la médaille de bronze. L'année suivante, c'est la médaille d'argent.
Après des études de droit, il travaille dans l'écurie de son père, l'entraîneur Jürgen Koschel, à Hagen am Teutoburger Wald. Ils sont tous les deux entraîneurs honoraires de la sélection olympique.
Lors des Jeux équestres mondiaux de 2010, l'Allemagne composée de Christoph Koschel, Anabel Balkenhol, Matthias Alexander Rath et Isabell Werth obtient la médaille de bronze. Aux Championnats d'Europe de dressage 2011, il gagne la médaille d'argent par équipe.
En octobre 2011, il vend son cheval Donnperignon à la Danoise Anna Kasprzak. Lors des championnats allemands en 2013, il finit 8e.

## Palmarès

### Jeux équestres mondiaux
- Jeux équestres mondiaux de 2010 à Lexington  États-Unis :
  -  Médaille de bronze par équipe.

### Championnats d'Europe de dressage
- Championnats d'Europe de dressage de 2011 à Rotterdam  Pays-Bas :
  -  Médaille d'argent par équipe

### Championnet d'Allemagne
- 2010:  Troisième place.
- 2011:  Vice-champion.

## Source, notes et références
- (de) Cet article est partiellement ou en totalité issu de l’article de Wikipédia en allemand intitulé « Christoph Koschel » (voir la liste des auteurs).